# Formigales
Formigales (en aragonés Formigals) es una localidad española dentro del municipio de La Fueva, en el Sobrarbe, provincia de Huesca, Aragón. Antiguamente pertenecía al municipio de Morillo de Monclús. Tenía 31 habitantes el año 2012.

## Geografía
Formigales se encuentra a 680 m s. n. m. en las faldas de la sierra de Campanué, en la parte que mira a La Fueva, de la que forma parte. Está aproximadamente a 2,5 km al sudeste de Morillo de Monclús y a 3 km al norte de Troncedo, el cual es el lugar más alto de toda esta parte de La Fueva. El barranco de Formigales nace solamente a 1 km de la población.

## Historia
Se sabe que Formigales existía ya en 1226, como parte del Arcedianato de Tierrantona, con doce fuegos en 1488. En 1495 aparece como posesión de Juan de Mur, quien en 1518 asistió a las Cortes de Zaragoza como señor de Formigales para jurar a Carlos I y Juana la Loca. Le sucedieron los barones de Pallaruelo.

## Demografía
| Gráfica de evolución demográfica de Formigales entre 2000 y 2012 |
|                                                                  |

## Urbanismo
El núcleo consta de dos calles y una plaza, además de alguna casa diseminada. La iglesia parroquial, la abadía y la Casa Palacio forman parte del patrimonio de los Mur, siendo estos el principal atractivo de la localidad. El palacio se encuentra en restauración desde 2010, tras su abandono durante muchos años.

## Lugares de interés

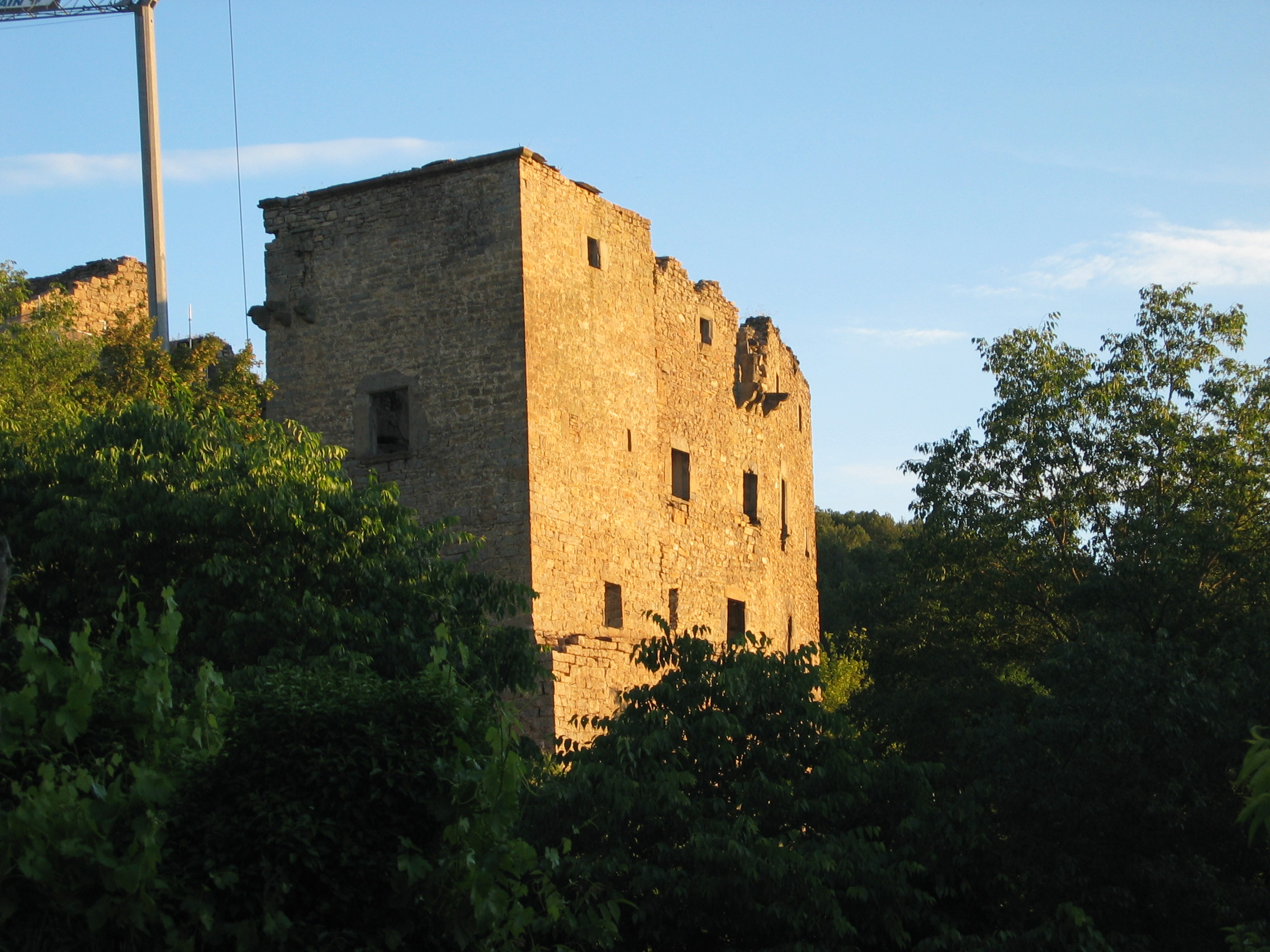
Fachada noroeste del Palacio del Barón de Pallaruelo en Formigales.

### Iglesia parroquial
La iglesia parroquial data del siglo XVI, de estido gótico aragonés tardío. Está consagrada a Santa Eulalia y consta de una nave cubierta con bóveda estrellada y ábside poligonal. La fachada está rematada sobre la nave, con galería de arcos rectanguales. La puerta se abre al oeste, con pilastras acanaladas, capiteles y frontón. La torre se levanta al norte y posee tres cuerpos.

### Palacio de los Mur
Se trata de una antigua casa torreada perteneciente al Mur, siendo restaurada recientemente.

## Festividades
- 8 de mayo: romería a la ermita de San Miguel.[4]
- 28 de agosto: fiesta mayor, en honor a San Agustín.[3][5]
- 29 de agosto: fiesta menor, en honor a San Antonio Abad[3]

## Galería de imágenes

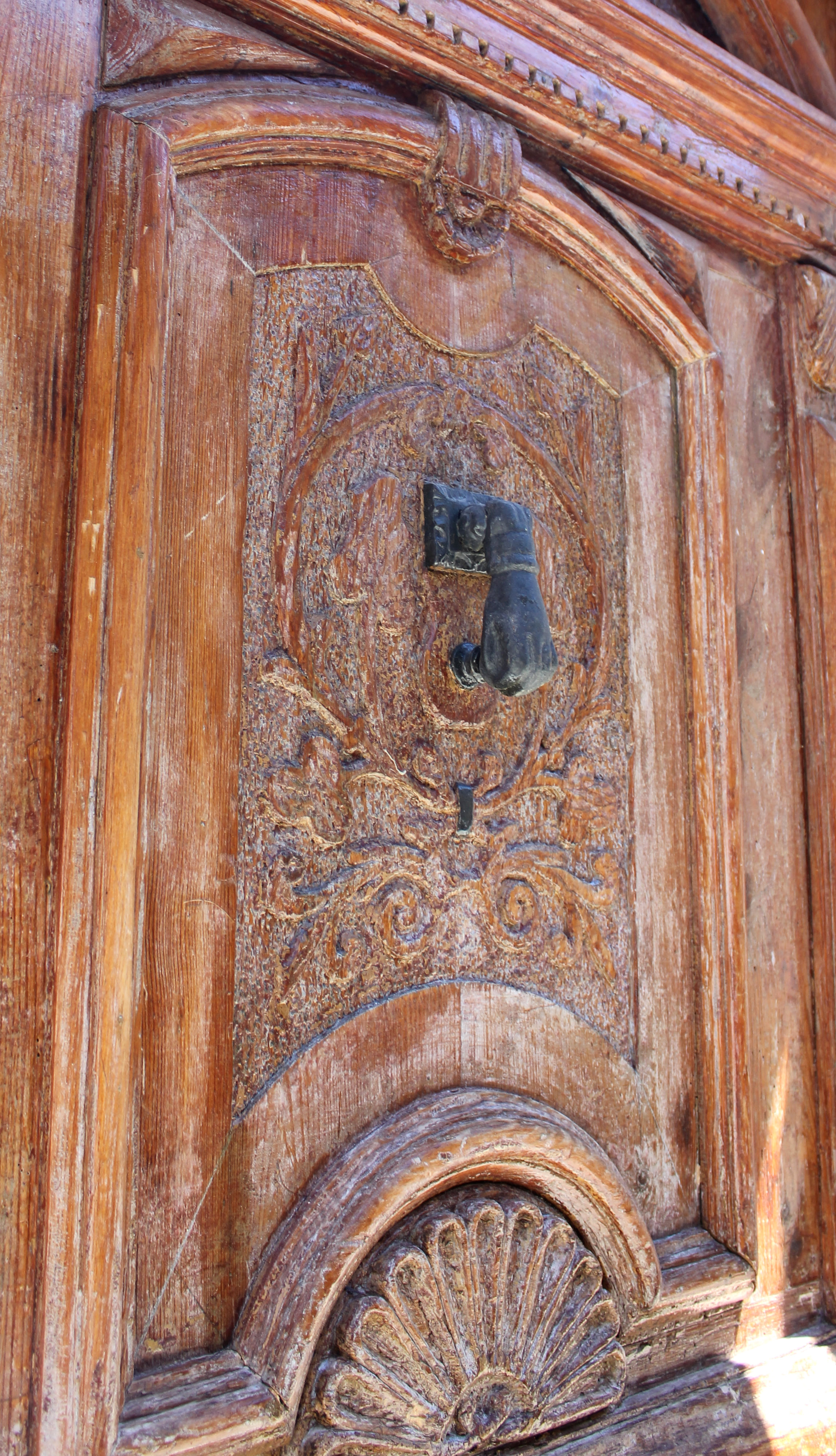
Detalle de una puerta.
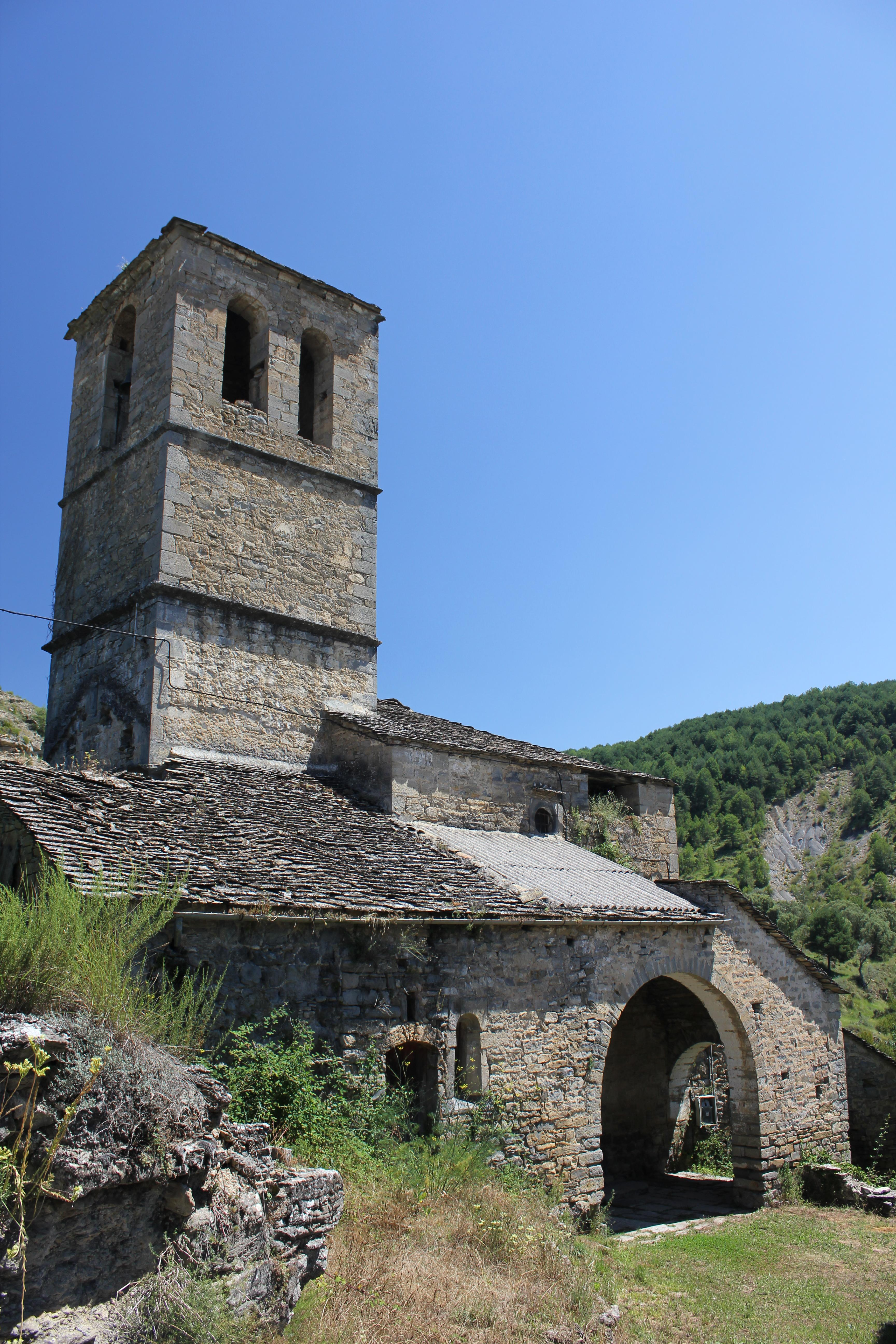
Iglesia parroquial de Santa Eulalia.
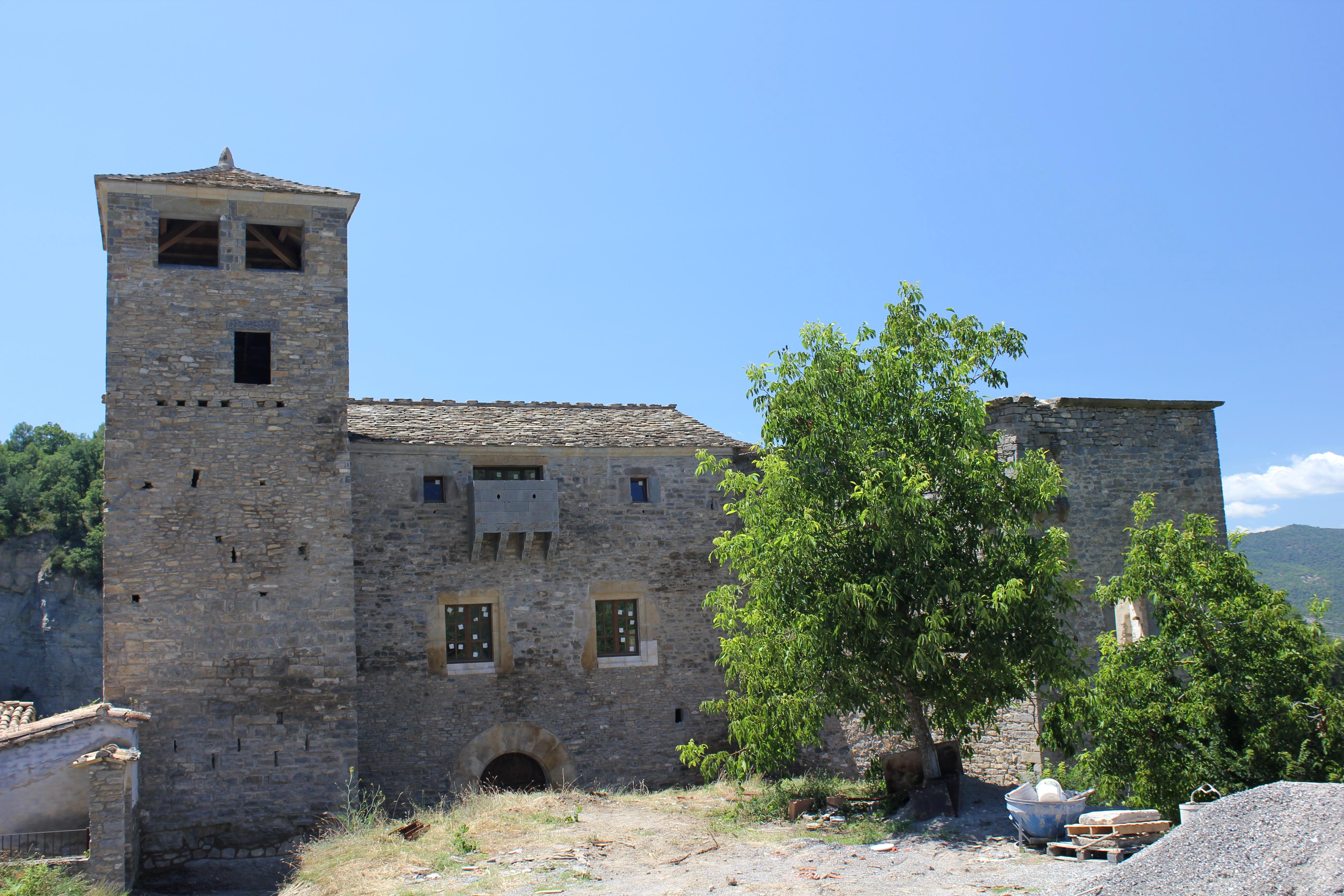
El palacio de Formigales, que perteneció a los barones de Monclús.
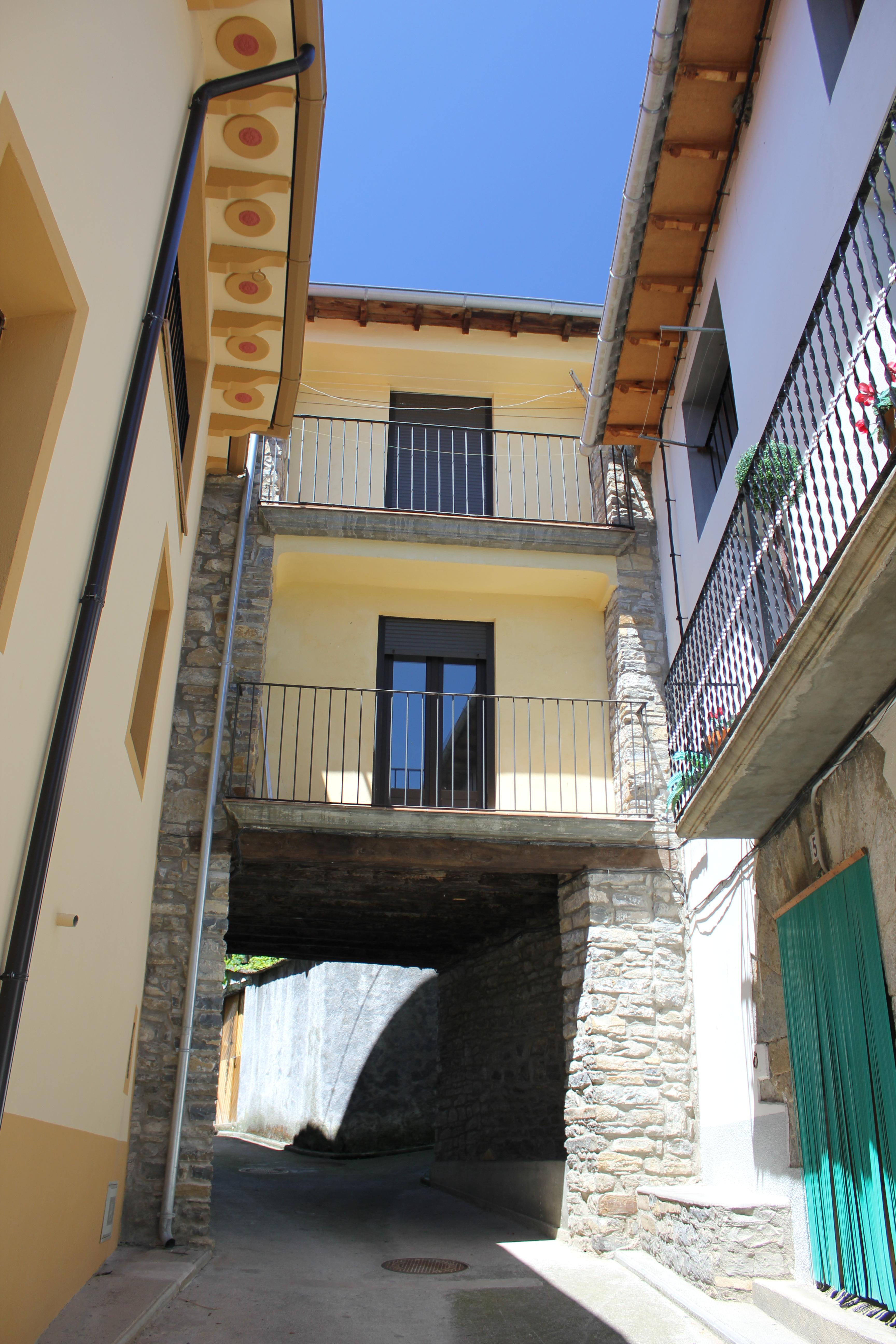
Una calle.